# Anete Paulus
Anete Paulus (* 27. September 1991) ist eine estnische Fußballspielerin.
Paulus spielt aktuell beim estnischen Frauenfußballverein Pärnu JK. Bisher wurde sie elfmal in der Nationalmannschaft Estlands eingesetzt und spielte zuvor auch in der U-19-Auswahl Estlands.